# Línea 468 (Interurbanos Madrid)
La línea 468 de la red de autobuses interurbanos de Madrid une Getafe con Griñón, Casarrubuelos y Serranillos del Valle.

## Características
Esta línea une Getafe, Leganés, Fuenlabrada, Humanes de Madrid, Griñón, Cubas de la Sagra, Casarrubuelos, Serranillos del Valle, Carranque, y Ugena. con el municipio de Fuenlabrada en aproximadamente una hora y media.
La línea no mantiene los mismos horarios todo el año, desde el 1 al 31 de agosto se reducen el número de expediciones los días laborables entre semana (sábados laborables, domingos y festivos tienen los mismos horarios todo el año), además de los días excepcionales vísperas de festivo y festivos de Navidad en los que los horarios también cambian y se reducen.
Está operada por Avanza Movilidad Integral mediante la concesión administrativa VCM-403 - Madrid – Parla – Yunclillos (Viajeros Comunidad de Madrid) del Consorcio Regional de Transportes de Madrid.

## Recorrido y paradas
Aquí solo se muestran las paradas comunes en ambos ramales (Getafe-Griñón). El recorrido de la línea 468, se realiza partiendo desde la Estación de Getafe, y discurriendo por la carretera M-406 hasta llegar a Leganés, municipio en el que transcurre por las avenidas de El Museo, Doctor Fleming, Fuenlabrada, la Recomba, Primavera y Otoño. Para llegar hasta Fuenlabrada utiliza la carretera M-409. En Fuenlabrada discurre por las calles de Leganés y Luis Sauquillo. Y transcurre por la carretera M-405, atravesando el municipio de Humanes de Madrid hasta llegar a Griñón, donde el recorrido se divide en dos.
El recorrido hacia Griñón se efectúa siguiendo el recorrido habitual de la línea hasta dicho municipio, desde donde se dirige a los municipios de Cubas de la Sagra y Casarrubuelos. Algunas expediciones pasan por el barrio de Las Laderas, en Griñón.
El recorrido hasta Ugena continúa desde Griñón por los municipios de Serranillos del Valle, en la Comunidad de Madrid y Carranque y Ugena, en la Provincia de Toledo.

### Sentido Griñón
| Parada                                                   | Ubicación                    | Parada común con                 | Enlaces                         | Municipio         | Zona |
| -------------------------------------------------------- | ---------------------------- | -------------------------------- | ------------------------------- | ----------------- | ---- |
| FERROCARRIL-ESTACIÓN GETAFE CENTRO                       | Ferrocarril, 2               | Pi1 Pi2                          | Getafe Central Getafe Centro    | Getafe            |      |
| LEGANÉS-ALVARADO                                         | Leganés                      | 447 448 450 455 462 N801 3 4     |                                 | Getafe            |      |
| CARRETERA M406-HOSPITAL DE GETAFE                        | Carretera M-406 km. 10,5     | 450 3                            |                                 | Getafe            |      |
| SEVERO OCHOA-EDUARDO TORROJA                             | Carretera M-406 km. 9,8      | 450                              |                                 | Leganés           |      |
| AVENIDA DEL MUSEO-CENTRO DE MAYORES                      | Avenida del Museo            | 450 481 483 1                    |                                 | Leganés           |      |
| DOCTOR FLEMING-GARCILASO                                 | Avenida Doctor Fleming, 22   | 481 N804                         |                                 | Leganés           |      |
| DOCTOR FLEMING-COLEGIO                                   | Juan de Mariana, 5           | 481 N804                         |                                 | Leganés           |      |
| CARRETERA M409-LOS FRAILES                               | Avenida de Fuenlabrada, 123  | 491 492 493 497 N803             |                                 | Leganés           |      |
| PARLA-PARQUE POLVORANCA                                  | Carretera M-409 km. 0,9      | 497 N803                         |                                 | Leganés           |      |
| AVENIDA RECOMBA-PARQUE INDUSTRIAL LA LAGUNA              | Avenida de la Recomba, 2     | 497                              |                                 | Leganés           |      |
| AVENIDA RECOMBA-ARROYO DEL SOTO                          | Avenida de la Recomba, 14    | 497                              |                                 | Leganés           |      |
| AVENIDA RECOMBA-CENTRO COMERCIAL ARROYOSUR               | Avenida de la Primavera, 1   | 497                              |                                 | Leganés           |      |
| CARRETERA M409-MATADERO                                  | Carretera de Fuenlabrada, 10 | 497 N803                         |                                 | Leganés           |      |
| LEGANÉS-CENTRO DE SALUD MENTAL                           | Leganés, 65                  | 491 493 497 N803                 |                                 | Fuenlabrada       |      |
| LEGANÉS-MURCIA                                           | Leganés, 35                  | 491 497 N803 5                   |                                 | Fuenlabrada       |      |
| LEGANÉS-LOS ÁNGELES                                      | Leganés, 23                  | 471 491 497 N803 5               |                                 | Fuenlabrada       |      |
| LEGANÉS-HUMILLADERO                                      | Leganés                      | 471 491 492 497 526 N803 1 3 4 6 |                                 | Fuenlabrada       |      |
| LUIS SAUQUILLO-GRECIA                                    | Luis Sauquillo, 44           | 471 2 3 4 6                      | Fuenlabrada Central Fuenlabrada | Fuenlabrada       |      |
| LUIS SAUQUILLO-EL ARROYO                                 | Luis Sauquillo, 80           | 471 2 4                          |                                 | Fuenlabrada       |      |
| CARRETERA M405-POLÍGONO INDUSTRIAL WELLS                 | Avenida de Fuenlabrada, 118  | 471 470                          |                                 | Humanes de Madrid |      |
| CARRETERA M405-POLÍGONO INDUSTRIAL MONTESOL              | Avenida de Fuenlabrada, 54   | 471 470                          |                                 | Humanes de Madrid |      |
| CARRETERA M405-POLÍGONO INDUSTRIAL CODEIN                | Avenida de Fuenlabrada, 18   | 471 470                          |                                 | Humanes de Madrid |      |
| SANTIAGO RAMÓN Y CAJAL-SEVERO OCHOA                      | Santiago Ramón y Cajal, 9    | 471 470                          |                                 | Humanes de Madrid |      |
| MADRID-SAN PEDRO                                         | Madrid, 79                   | 471 470                          |                                 | Humanes de Madrid |      |
| MADRID-ALAMEDA                                           | Madrid, 46                   | 471 470                          |                                 | Humanes de Madrid |      |
| MADRID-MUELLE                                            | Madrid, 33                   | 471 470                          |                                 | Humanes de Madrid |      |
| CARRETERA M405-CAMPO DE FÚTBOL                           | Avenida de Griñón, 10        | 470                              |                                 | Humanes de Madrid |      |
| CARRETERA M405-POLÍGONO INDUSTRIAL PRADO DE LOS CABALLOS | Avenida de Griñón, 16        | 470                              |                                 | Humanes de Madrid |      |
| CARRETERA M405-FÁBRICA DE CERILLAS                       | Avenida de Griñón, 85        | 470                              |                                 | Humanes de Madrid |      |
| CARRETERA M405-POLÍGONO INDUSTRIAL LAS NACIONES          | Avenida de Humanes, 185      | 470                              |                                 | Griñón            |      |
| CARRETERA M405-POLÍGONO INDUSTRIAL GOÑI                  | Avenida de Humanes, 151      | 470                              |                                 | Griñón            |      |
| CARRETERA M405-AVENIDA DE LA PAZ                         | Avenida de la Paz, 1         | 470                              |                                 | Griñón            |      |
| FUENTE DE LA SALUD-POLIDEPORTIVO                         | Fuente de la Salud, 32       | 460 470                          |                                 | Griñón            |      |

### Sentido Getafe
| Parada                                                   | Ubicación                     | Parada común con             | Enlaces                         | Municipio         | Zona |
| -------------------------------------------------------- | ----------------------------- | ---------------------------- | ------------------------------- | ----------------- | ---- |
| FUENTE DE LA SALUD-POLIDEPORTIVO                         | Fuente de la Salud, 32        | 460 470                      |                                 | Griñón            |      |
| CARRETERA M405-LUNA                                      | Avenida de Humanes, 86        | 470                          |                                 | Griñón            |      |
| AVENIDA ANDALUCES-POLÍGONO INDUSTRIAL GOÑI               | Avenida de los Andaluces, 174 | 470                          |                                 | Griñón            |      |
| CARRETERA M405-POLÍGONO INDUSTRIAL LAS NACIONES          | Avenida de Humanes, 185       | 470                          |                                 | Griñón            |      |
| CARRETERA M405-FÁBRICA DE CERILLAS                       | Avenida de Griñón, 85         | 470                          |                                 | Humanes de Madrid |      |
| CARRETERA M405-POLÍGONO INDUSTRIAL PRADO DE LOS CABALLOS | Avenida de Griñón, 16         | 470                          |                                 | Humanes de Madrid |      |
| CARRETERA M405-AVENIDA UNIÓN EUROPEA                     | Avenida de Griñón, 10         | 470                          |                                 | Humanes de Madrid |      |
| MADRID-FRANCISCO ENCINAS                                 | Madrid, 10                    | 471 470                      |                                 | Humanes de Madrid |      |
| MADRID-CURRO ROMERO                                      | Madrid, 46                    | 471 470                      |                                 | Humanes de Madrid |      |
| MADRID-SAN PEDRO                                         | Madrid, 70                    | 471 470                      |                                 | Humanes de Madrid |      |
| SANTIAGO RAMÓN Y CAJAL-BARRIO SANTO DOMINGO              | Santiago Ramón y Cajal, 6     | 471 470                      |                                 | Humanes de Madrid |      |
| CARRETERA M405-POLÍGONO INDUSTRIAL CODEIN                | Camino de Madrid, 7           | 471 470                      |                                 | Humanes de Madrid |      |
| CARRETERA M405-POLÍGONO INDUSTRIAL MONTESOL              | Avenida de Fuenlabrada, 56    | 471 470                      |                                 | Humanes de Madrid |      |
| CARRETERA M405-POLÍGONO INDUSTRIAL EL ÁLAMO              | Avenida de Fuenlabrada, 118   | 471 470                      |                                 | Humanes de Madrid |      |
| LUIS SAUQUILLO-MONTE BLANCO                              | Luis Sauquillo, 97            | 471                          |                                 | Fuenlabrada       |      |
| LUIS SAUQUILLO-EL ARROYO                                 | Luis Sauquillo, 93            | 471 4                        |                                 | Fuenlabrada       |      |
| LUIS SAUQUILLO-ESCORIAL                                  | Luis Sauquillo, 57            | 471 497 4 6                  | Fuenlabrada Central Fuenlabrada | Fuenlabrada       |      |
| LUIS SAUQUILLO-TESILLO                                   | Leganés, 2                    | 471 491 497 N803 4 6 5       |                                 | Fuenlabrada       |      |
| LEGANÉS-LOS ÁNGELES                                      | Leganés, 36                   | 471 491 497 N803 4 6 5       |                                 | Fuenlabrada       |      |
| LEGANÉS-CUZCO                                            | Leganés, 46                   | 491 497 N803 5               |                                 | Fuenlabrada       |      |
| LEGANÉS-CENTRO DE SALUD MENTAL                           | Leganés, 60                   | 491 493 497 N803             |                                 | Fuenlabrada       |      |
| AVENIDA RECOMBA-BOSQUESUR                                | Avenida de la Recomba         | 497                          |                                 | Leganés           |      |
| PRIMAVERA-CENTRO COMERCIAL ARROYOSUR                     | Primavera, 1                  | 497                          |                                 | Leganés           |      |
| AVENIDA RECOMBA-ARROYO VALDEGRULLAS                      | Avenida de la Recomba         | 497                          |                                 | Leganés           |      |
| AVENIDA RECOMBA-PARQUE INDUSTRIAL LA LAGUNA              | Avenida de la Recomba, 1      | 497                          |                                 | Leganés           |      |
| CARRETERA M409-CIUDAD DEL AUTOMÓVIL                      | Carlos Sáinz, 57              | 491 492 493 497 N803         |                                 | Leganés           |      |
| CARRETERA M409-LOS FRAILES                               | Avenida de Fuenlabrada, 123   | 491 492 493 497 N803         |                                 | Leganés           |      |
| AVENIDA DOCTOR FLEMING-COLEGIO                           | Avenida Doctor Fleming        | 481 N804                     |                                 | Leganés           |      |
| AVENIDA DOCTOR FLEMING-CONSTITUCIÓN DE CÁDIZ             | Avenida Doctor Fleming, 22    | 481 N804                     |                                 | Leganés           |      |
| LUGO-CENTRO DE MAYORES                                   | Lugo, 4                       | 450 481 483 1                |                                 | Leganés           |      |
| CARRETERA M406-HOSPITAL DE GETAFE                        | Carretera M-406 km. 10,3      | 450                          |                                 | Getafe            |      |
| LEGANÉS-BATRES                                           | Leganés, 69                   | 428 447 448 450 N801 2 3 4 5 |                                 | Getafe            |      |
| FERROCARRIL-ESTACIÓN GETAFE CENTRO                       | Ferrocarril, 2                | 428 2 Pi1 Pi2                | Getafe Central Getafe Centro    | Getafe            |      |